# Berliner Verfahren
Das  Berliner Verfahren (BV) ist ein mathematisches Verfahren zur  Komponentenzerlegung und Saisonbereinigung monat- und vierteljährlicher ökonomischer Zeitreihen. Die mathematischen Grundlagen wurden Ende der 1960er Jahre von der  Technischen Universität Berlin und dem  Deutschen Institut für Wirtschaftsforschung (DIW) entwickelt. Wichtigster Anwender des Verfahrens ist das  Statistische Bundesamt. 
Auf den Web-Seiten des Statistischen Bundesamtes wird die aktuelle Version 4.1 des Berliner Verfahrens ausführlich beschrieben. Darüber hinaus stellt das Statistische Bundesamt zur Durchführung von Analysen für nicht-kommerzielle Zwecke eine anwenderfreundliche  BV4.1-Software für  PC als Freeware zur Verfügung.

## Besondere Eigenschaften des Verfahrens
Die aktuelle Version 4.1 des Berliner Verfahrens unterscheidet sich von anderen verbreiteten Komponentenzerlegungs- und Saisonbereinigungsverfahren (wie z. B. X-12-ARIMA) durch folgende charakteristischen Eigenschaften:
- Die Saisonbereinigung gelingt auch bei sich rasch verändernden jährlichen Saisonmustern problemlos.
- Die Verläufe der ermittelten Trend-Konjunktur-Komponenten sind ökonomisch plausibel.
- Das Kosten/Nutzen-Verhältnis ist niedrig, denn zur Durchführung qualitativ hochwertiger Analysen benötigt der Anwender weder eine spezielle Schulung oder sogar Expertenwissen noch längere Erfahrungen im Umgang mit dem Verfahren.
- Die Analyseergebnisse sind grundsätzlich anwenderunabhängig, da keine zeitreihenspezifischen Verfahrensparameter festgelegt werden müssen.
- Aufgrund der Verwendung  linearer Regressionsmodelle gibt es grundsätzlich keine Abweichungen zwischen direkt und indirekt ermittelten Analyseergebnissen von Aggregatreihen.